# Reincarnation
Reincarnation — армянская регги-группа из Еревана, созданная в 2001 году лидером группы Роландом Гаспаряном. С начала творчества группа играла в стилях трэш-метал, хард-рок, после панк-рок. В 2005 году выпустила свой дебютный альбом «Անօրեն» (Анорен — Незаконный). После стиль группы резко изменился, перевоплощаясь из метал-группы в регги, став при этом первой регги-группой Армении. В 2009 году группа выиграла премию Armenian Music Awards в номинации «Лучший рок-альбом». В июне 2011 года группа поехала на гастроли в Европу, выступив в Германии, Австрии и Польше, а в июле приняла участие на международном джаз-фестивале «Black Sea Jazz Festival» в Грузии.

## Музыканты

### Текущий состав
- Роланд Гаспарян — вокал, гитары, автор всех песен
- Саро Хачатрян — бас-гитара
- Едгар Гукасян — соло-гитара
- Артур Овакимян — клавишные
- Марек Заборский — ударные
- Айк Казарян — труба
- Давид Минасян — тромбон
- Артур Григорьян — саксофон
- Рафаэль Авакян — дудук, кларнет

### Бывшие участники
- Тенни Адамян — бэк-вокал
- Айк Тер-Маргарян - тромбон
- Геворк Арутюнян — ударные

## Дискография

### Студийные альбомы
1. 2005 — «Անօրեն» (Анорен — Незаконный)
2. 2007 — «Janfida to Jamaica 60 km» (От Джанфиды до Ямайки 60 км)
3. 2010 — «Մի գտալ սեր» (Ми гтал сер — Одна ложка любви)
4. 2013 — «Աղ ու հաց» (Ax у хац — Хлеб и соль)
5. 2014 — «Սպիտակ» (Спитак — Белый)
6. 2022 — «H2O»

### Синглы
1. 2011 — «Սեր» (Сер — Любовь)
2. 2012 — «Յար արի» (Яр ари — Любимая прийди)